# Luka Milivojević
Luka Milivojević (szerbül: Лука Миливојевић; Kragujevac, 1991. április 7. –) szerb válogatott labdarúgó, a Shabab Al-Ahli játékosa.

## Pályafutása

### Klubcsapatokban
A 2007–08-as szezont a Radnički csapatánál töltötte, majd a következő szezont már a Rad csapatával teljesítette. 2011. december 19-én aláírt a Crvena zvezda csapatához. 2013 nyarán 5 éves szerződést írt alá a belga RSC Anderlecht klubjával. 1 év múlva kölcsönbe került a görög Olimbiakósz csapatához, majd végleg megvásárolták. 2017. január 31-én megvásárolta a Crystal Palace.

### A válogatottban
2012. november 14-én a Chile elleni felkészülési találkozón mutatkozott be a felnőtt válogatottban. Mladen Krstajić szövetségi kapitány meghívta a 2018-as labdarúgó-világbajnokságra utazó keretébe.

## Sikerei, díjai
- Crvena zvezda
  - Szerb kupa: 2011–12
- RSC Anderlecht
  - Belga bajnok: 2013–14
  - Belga szuperkupa: 2014
- Olimbiakósz
  - Görög bajnok: 2014–15, 2015–16
  - Görög kupa: 2014–15